# Nicht eine mehr
Nicht eine mehr (Originaltitel: Ni una más) spanische Dramaserie, die am 31. Mai 2024 auf Netflix veröffentlicht wurde. Die Serie basiert auf dem gleichnamigen Roman von Miguel Sáez Carral aus dem Jahr 2021.

## Inhalt
Die Serie folgt der Schülerin Alma, die kurz vor ihren Abschlussprüfungen ein verstörendes Banner an ihrer Schule anbringt: "Vorsicht. Hier versteckt sich ein Vergewaltiger". Dieser Akt löst eine Kette von Ereignissen aus, die das Leben von Alma und ihren Freundinnen Greta und Nata grundlegend verändern.

## Produktion
"Nicht eine mehr" wurde von Miguel Sáez Carral entwickelt und besteht aus acht Episoden mit einer Laufzeit von jeweils etwa 45 Minuten. Die Produzenten waren José Manuel Lorenzo and Miguel Sánchez Carral while Eduard Cortés, David Ulloa und Marta Font. Die Serie wurde in Spanien gedreht und am 31. Mai 2024 weltweit auf Netflix veröffentlicht.

## Besetzung und Synchronisation
Die deutschsprachige Synchronisation entstand nach den Dialogbuch von Lioba Schmid sowie unter der Dialogregie von Philippa Jarke durch die Synchronfirma VSI Synchron GmbH.
| Rolle                 | Schauspieler     | Synchronsprecher        |
| --------------------- | ---------------- | ----------------------- |
| Alma / Coleman Miller | Nicole Wallace   | Marie Hinze             |
| Greta                 | Clara Galle      | Malin Steffen           |
| Natalia 'Nata'        | Aicha Villaverde | Valentina Bonalana      |
| Berta                 | Teresa de Mera   | Celina Gaschina         |
| Andrea                | Tatiana Astengo  | Andrea Cleven           |
| Alberto Gaspar        | Gabriel Guevara  | Oscar Räuker            |
| Christian             | Sami Gomez       | Tobias John von Freyend |

## Episodenliste
Die komplette Staffel wurde am 31. Mai 2024 auf Netflix sowohl im Original als auch auf Deutsch erstveröffentlicht.
| Nr. (ges.) | Nr. (St.) | Deutscher Titel                          | Originaltitel                     | Regie              | Drehbuch                                             |
| ---------- | --------- | ---------------------------------------- | --------------------------------- | ------------------ | ---------------------------------------------------- |
| 1          | 1         | Pilotfolge                               | Piloto                            | Eduard Cortés      | Miguel Sáez Carral, José Manuel Lorenzo              |
| 2          | 2         | Hausarrest                               | Zona cero                         | Eduard Cortés      | Miguel Sáez Carral, José Manuel Lorenzo              |
| 3          | 3         | Ich glaube dir, Schwester                | Yo sí te creo, hermana            | David Ulloa        | Miguel Sáez Carral, José Manuel Lorenzo, Isa Sánchez |
| 4          | 4         | Ich bin so bescheuert                    | A**hole Baby                      | David Ulloa        | Miguel Sáez Carral, José Manuel Lorenzo              |
| 5          | 5         | 8M                                       | 8M                                | Marta Font Pascual | Miguel Sáez Carral, José Manuel Lorenzo, Isa Sánchez |
| 6          | 6         | Berta                                    | Berta                             | Marta Font Pascual | Miguel Sáez Carral, José Manuel Lorenzo              |
| 7          | 7         | Wie überführt man einen Sexualstraftäter | Cómo cazar a un depredador sexual | Eduard Cortés      | Miguel Sáez Carral, José Manuel Lorenzo, Isa Sánchez |
| 8          | 8         | Blut oder Tränen                         | A sangre o lágrimas               | Eduard Cortés      | Miguel Sáez Carral, José Manuel Lorenzo              |